# マービン、ウェルチ & ファーラー
マーヴィン、ウェルチ & ファーラー（別名 MWF）は、1970年代のイギリスおよびオーストラリアの人気音楽グループである。元シャドウズのメンバーだったハンク・マーヴィンとブルース・ウェルチ、そして元ザ・ストレンジャーのジョン・ファーラーとで結成され、1970年代から1973年にかけて音楽性の方向転換を図ろうとした。シャドウズが器楽曲演奏で有名なのに対し、マーヴィン・ウェルチ＆ファーラーはトリオでボーカル・ハーモニーを奏でるグループという違いがあった。このグループは、これまでアメリカのフォーク・ハーモニー・グループのクロスビー、スティルス、ナッシュ&ヤング（通称 CSNY）やホリーズとよく比較されてきた。
ピーター・ヴィンス が制作したセカンド・アルバム『セカンド・オピニオン』（1971年）は、1970年代に EMI レコードのサウンド・エンジニアが行った私的な投票によると、アビーロード・スタジオで録音されたアルバムのうちで史上最高のサウンドのひとつに選ばれている。

## 歴史
マーヴィン、ウェルチ & ファーラーは1970年7月にロンドンで結成され、ハンク・マーヴィンがリード・ボーカルとリード・ギター、ブルース・ウェルチがリード・ボーカルとリズム・ギター、ジョン・ファーラーがリード・ボーカルとギター（リード・リズム両方）を担当した。 8月に入るまでにはイギリスの音楽関係紙に、ザ・シャドウズのマーヴィンとウェルチが新しいグループを結成したという報道がされていた。
マーヴィンは後日次のように語った。「シャドウズが定期的に活動していなかったので、何か新しいことをした方がいいと考えた。器楽曲を演奏するのはもちろん悪くないが、歌曲も演奏しようと。そのことをブルースと話していて、5人編成にしようと思った。彼は大編成のグループには乗り気ではなかったので、その考えは棚上げして、一緒に歌曲を書き始めた。彼は、僕たち二人で歌曲を吹き込まないか提案してきた。そこで私はもう一人加えることを提示した。三人目の声の強さと、それがもたらす幅が欲しいと思った」。
新グループの三人目のメンバーは、当時イギリスのポピュラー音楽シーンでは無名であった。ファーラーはオーストラリアのグループ The Strangers のメンバーで、1968年にザ・シャドウズと共演していた。ウェルチは劇場のそでからシャドウズを眺め、若い歌手でギタリストのファーラーに感心していた。ファーラーはコーラの瓶を使ってスライドギターの効果を出していた。オリビア・ニュートン・ジョンがウェルチとマーヴィンにファーラー（彼は当時、それまでにニュートン・ジョンのデュオの元パートナーパット・キャロル (歌手)と結婚していた。）のことを思い出させると、二人は彼にテープを送ってもらい、そして一緒にやろうと誘った。
ファーラーは次のように回想している。「ブルースから電話がかかってきて、母の家に伝言を残していった。私は仕事に行っていて、妻と一緒に家に帰り、夜中の1時半ごろには熟睡していたのですが、ちょうどその時に電話が鳴ったんです。電話を取ると、ブルースは何を企んでいるか教えてくれたがその話は信用できなかった。パットは何もかも捨てて、次の飛行機でロンドンに行くようにいったのだが、僕は必死で冷静になろうとした...。パットと私は、翌朝までベッドに戻らなかった。一晩中、タバコを吸いながら、コーヒーを飲んで、おしゃべりして...。私は必死で格好良く冷静に振るまおうとしたのですが、本当のところ、私もパットの言ったように次の飛行機に乗りたかったのです。」
ストレンジャーズは 1961年に結成され、1964年初めに創設者のローリー・アーサー (Laurie Arthur) が脱退を決意すると、当時  18歳だったファーラーが後を継いだ。1968年、彼らはメルボルンのメンジース・ホテル (Menzies Hotel) で行われたザ・シャドウズの公演のわき役を務めている。ストレンジャーズは1970年にベトナムを訪れ、オーストラリアとアメリカの軍隊で慰安演奏し、さらに、ファーラーはしばらくアメリカ西海岸のスタジオでレコード制作技術を学んでいた。ちょうどその時（上述のように）、マーヴィンとウェルチからロンドンで一緒にやらないかという誘いが来た。ウェルチからの電話から 3ヵ月後、ファーラーとキャロルはロンドンにいて、マーヴィン、ウェルチ、ファーラーの 3人はリハーサルを始めていた。ウェルチは「もともとはレコード制作だけの予定だった。しかし、ジョンが途方もない苦労をして世界中を移動したことと、我々のアルバムが良い評価を受けたことで、予定が変わった。」と述べている。
クリフ・リチャードを13週間にわたって特集する BBC の TVシリーズが 1971年1月より始まり、マーヴィン、ウェルチ、ファーラーの三人はそのうちの5回の番組に出演した。また、この新グループは同年末に予定しているリチャードのヨーロッパ・ツアーに参加すると報道された。彼らは「ザ・シャドウズ - マーヴィン、ウェルチ、ファーラーを主演に迎えて」と演奏曲目にのった。これは新しいボーカル・グループの知名度が低いだろうという見込みから、この大陸の聴衆向けの配慮だったと考えられる。ブライアン・ベネット・オーケストラがリチャードの一団に同行し、ウェルチとシャドウズのベース・ギタリスト、ジョン・ロスティル (John Rostill) はシャドウズおよびマーヴィン、ウェルチ、ファーラーの一団で演奏することになっていた。実際には、マーヴィン、ウェルチ、ファーラーのデビュー・アルバムに参加したセッション・ベース奏者のデイヴ・リッチモンドがロスティルの代わりを務めてこのツアーに参加した。呼び物であったマーヴィン、ウェルチ、ファーラーという要素は、10曲中3曲だけに制限された。
元シャドウズの2人は、新しい音楽的冒険への取り組みを強調することに熱心だったが、世間はそれほど関心がなかった。コンサートへの出演やレコードの発表がほとんどなかったにも係わらず、シャドウズは1971年の New Musical Express の投票にて、器楽曲演奏で一番人気のグループに選出された。新トリオの公演では、観客からはシャドウズの古いナンバーを聴きたいという要望がなおも寄せられた。1971年から1972年にかけて、マーヴィン・ウェルチ＆ファーラーは BBC のラジオ 1 のデイヴ・リー・トラヴィス・ショー (Dave Lee Travis Show) に出演し生演奏を行なった。
マーヴィンはじっくりと考えながらこうつぶやいた。「僕たちは両方とも失ったんだ。昔のシャドウズを失ってしまったし、自分たちの考えが通じると思っていた人たちに通じなかったことで、競争に負けてしまった。人々は僕らを受け入れようとはしない。[6]」演奏家として、あるいは作曲家と、このグループは高く評価されていた。リチャードは「音楽は良く出来ている。実際、素晴らしい。ビートルズの作品を制作した技術者たちや EMI の人々は、『セカンド・オピニオン』を EMI で制作された中で最高のアルバムに選んだ。
『セカンド・オピニオン』はこのトリオの2枚目のLPレコードであり、アメリカでは後にラモーンズなどのアルバムをリリースすることになるサイアー・レーベル (Sire label) が発売した。マーヴィン、ウェルチ & ファーラーのレコードは人々から好評だったが、チャートを賑わすことはなかった。それでもグループは気にしないで、スタジオやツアーでの仕事を続けた。そうして、ある時には個人で、また別の機会には共同で曲を作り、そのうちのいくつかの作品は、トリオだけでなく、リチャードやニュートン・ジョンもレコーディングした。ファーラーとウェルチは、ニュートン・ジョンのレコード制作で編曲とプロデュースを担当していたが、彼女がウェルチとの婚約を解消した後は、ファーラーが一人で彼女のレコード制作に関わる仕事を担当するようになった。
しかしウェルチは、1972年に入るまでにトリオから脱退してしまった。このグループはウェルチの期待に応えられなかったし、音楽関係のマスコミの一部にはリチャード、シャドウズ、ニュートン、ジョンという一団を批判する傾向があった。しかし、そのような逆風は興行上の売上げには影響せず、1971年秋のパラディアム公演は大成功を収めた。1972年に行ったリチャードのツアーでは、マーヴィンとファーラーが参加し、ベネットの協力もあった。また、元シャドウのアラン・ホークショー (Alan Hawkshaw)、ニュートン・ジョン、キャロルも参加した。マーヴィンとファーラーの演奏は、シャドウズ時代の人気曲と以降の新曲を混ぜ合わせたものであった。
マーヴィンとファーラーはデュオでLPを録音し、1曲だけウェルチも参加したが、これはもともとマーヴィン、ウェルチ＆ファーラーの3枚目のLPを予定していたために録音されたものと推測される。このアルバムに収録されている「Music makes my day」では、ニュートン・ジョンが伴奏としてリコーダーを演奏している。マーヴィンは回想で、この共作アルバムにはあまり乗り気ではなかったようである。「何か方向性に欠けていた。フランケンシュタインとビーチ・ボーイズの出会いみたいなものだった。」
このアルバム『ハンク・マーヴィンとジョン・ファーラー』は、アメリカにおいても、キャピトル・レーベルから発売された。リチャードがユーロビジョン・ソング・コンテストに2回目の出場を果たしたのは1973年で、その時ファーラーはリチャードのバック・グループの一員であった。同年、リチャードがオーストラリア・ツアーを行った際、ファーラーはゴスペルと世俗音楽の両部門で音楽監督を務めた。リチャードのバックにはファーラーの元グループ、ストレンジャーズ、そしてボーカル伴奏はパット・キャロル・シンガーズが担当した。

## MW&F による生演奏
マーヴィン、ウェルチ＆ファーラーによるステージ出演、そしてその後のマーヴィンとファーラーによるステージ出演は、FBI や Apache などの「古い」シャドウズの持ち歌の演奏要求に応えるだけの結果となった。そこで1973年、マーヴィンとウェルチは避けられない運命だと考え、シャドウズは年に1回か2回、レコード制作のためだけに集うことを発表した。マーヴィンとファーラーは引き続き一緒に仕事をし、ウェルチとベネットと一緒にシャドウズとして活動することになった。新しいラインナップによる最初のLPは、1973年11月に『Rockin' with Curly Leads』として発表した。
マーヴィン、ウェルチ＆ファーラーが録音した曲のほとんどは、中心的なメンバーが書いたもので、時おり他の作曲家と共同して作ることもあった。

## レコード/CD リスト (MW&F)
アルバム
- Live At The BBC – 未発表, BBC copyright, various sessions – 1970–72
- マービン、ウェルチ & ファーラー (アルバム)（英語版） – LP/CD – Regal Zonophone/See4Miles – 1971/1991
- Second Opinion – LP/CD – Regal Zonophone/See4Miles – 1971/1991
- Second Opinion – Quadraphonic LP – Regal Zonophone – 1972
- Step From The Shadows – LP/CD – See4Miles – 1986
- A Thousand Conversations - The Best Of Marvin, Welch & Farrar – LP/CD – EMI – 1997
- Marvin, Welch & Farrar / Second Opinion (リマスター盤) – CD – BGO – 2006
- Cliff Richard 'Live' In Japan '72 – 2LP/8-CD boxset – Toshiba-EMI/EMI – 1973/2008
- 'Live' In Japan '72 – album by Cliff Richard, CD – EMI (in 2009) features M&F track "Backscratcher".
- Live At The Paris Olympia – アルバム by the Shadows, CD – EMI (in 1992) features 10 songs from their MW&F era.
- Live At The Paris Olympia/'Live' In Japan – 二枚組アルバム by the Shadows, 2CD – Magic Records of France (in 2002) features 10 songs from their MW&F era.

シングル
- Faithful / Mr. Sun – 7" – Regal Zonophone RZ 3030 – 22 January 1971
- Lady Of The Morning / Tiny Robin – 7" – Regal Zonophone RZ 3035 – 28 May 1971
- Marmaduke / Strike A Light – 7" – Regal Zonophone RZ 3048 – 17 March 1972
- Faithful / Brownie Kentucky – 7" – Regal Zonophone RZ.701 [New Zealand] – 1971

## レコード/CD リスト (M&F)
アルバム
- Hank Marvin & John Farrar – LP/CD – EMI/See4Miles – 1973/1991
- Hank Marvin & John Farrar (リマスター盤) – CD – BGO - 2007

シングル
- Music Makes My Day / Skin Deep – 7" – EMI – EMI 2044 - 20 July 1973
- Small And Lonely Light / Galadriel (Spirit Of Starlight)  – 7" – EMI – EMI 2335 - 22 August 1975

## MW&F/M&F が使用したギター
- Marvin (acoustic): Gibson (6+12 strings); Martin D-45, D-28, Yamaha
- Marvin (electric): Burns Marvin; Fender Stratocaster  (Sunburst & Black); Gibson Les Paul De-Luxe.
- Welch (acoustic): Martin D-28
- Farrar (acoustic): Martin D-28
- Farrar (electric): Fender Telecaster (thin-line with 3 Bigsby pedals); Gibson Les Paul

## ラインナップ

### スタジオ制作アルバム
MW&F "MW&F"/"2nd Opinion"
- 1970–72: Marvin(g)+Welch(g)+Farrar(g) && Alan Hawkshaw(kb)+Clem Cattini(d)+Dave Richmond(b)

MW&F BBC radio1 sessions(unissued)
- 1970–72: Marvin(g)+Welch(g)+Farrar(g) && Brian Bennett(d)+Geoff Atherton(b)

M&F "HM&JF"
- 1973: Marvin(g)+Farrar(g) && Alan Tarney(b)+Trevor Spencer(d)+OliviaNJ(recorder)+BBennett(perc)

### ライブコンサート
MW&F (w/Gene Pitney or w/クリフ・リチャード)
- 1970–71: Marvin(g)+Welch(g)+Farrar(g)

M&F (日本公演 – クリフ・リチャード/オリビア・ニュートン・ジョン/Pat Carroll)
- 1972: Marvin(g)+Farrar(g) && Rostill(b)+Hawkshaw(kb)+Bennett(d)

M&F (Ronnie Scott's jazz club)
- 1973: Marvin(g)+Farrar(g) && Dave Olney(b)+Andrew Steele(d)

M&F (Batleys Night club)
- 1973: Marvin(g)+Farrar(g) && Geoff Atherton(b)+Andrew Steele(d) 1973: Hank Marvin, John Farrar, Andrew Steele, Pat Carroll,. Robert Young (Bailey's cabaret club circuit) UK.

## セッション・ミュージシャン
- Clem Cattini – ドラム、パーカッション – (第一作)
- Dave Richmond – ベースギター – (第一作/第二作)
- Alan Hawkshaw – ピアノ、オルガン – (第一作/第二作)
- Peter Vince - ピアノ、オルガン - (第一作)
- Brian Bennett – ドラム、パーカッション (第二作/M&F のアルバム)
- Duffy Power – ハーモニカ – (第二作)
- Johnny Van Derek – フィドル – (第二作)
- Dave Olney – ベースギター - ライブ
- Geoff Atherton – ベースギター - ライブ
- Andrew Steele - ドラム – ライブ
- Alan Tarney – ベースギター - (M&F のアルバム)
- Trevor Spencer – ドラム、パーカッション - (M&F のアルバム)
- オリビア・ニュートン・ジョン – リコーダー - (M&F のアルバム)
- Richard Hewson - オーケストラ - (M&F のアルバム)
- Robert Young (出生名 Robert Parkes Stockport) - ライブでのパーカッション